# متیو دولان (بازیکن فوتبال)
متیو دولان (انگلیسی: Matthew Dolan؛ زادهٔ ۱۱ فوریهٔ ۱۹۹۳) بازیکن فوتبال اهل بریتانیا است.
از باشگاه‌هایی که در آن بازی کرده‌است می‌توان به باشگاه فوتبال یئوویل تاون، باشگاه فوتبال میدلزبرو، باشگاه فوتبال هارتل پول یونایتد، و باشگاه فوتبال برادفورد سیتی اشاره کرد.